# Алуксне
Алуксне (лет. Alūksne, рус. Алуксне) је један од значајних градова у Летонији. Ајзкраукле је седиште истоимене општине Алуксне.

## Природни услови
Алуксне је смештен у крајње североисточном делу Летоније, у историјској покрајини Видземији. Државна граница са Естонијом се налази 15 километара северно од града. Од главног града Риге град је удаљен 200 километара североисточно.
Град Алуксне се сместио у брежуљкастом подручју, на приближно 190 метара надморске висине. Град се развио на обали истоименог језера, које је највеће у датом делу државе.

## Историја
Први помен Алукснеа везује се за 1342. годину и истоимени средњовековни замак, који је постојао на датом месту у време владавине Тевтонаца. Временом се око њега образовало насеље, које је потом прерасло у град.

## Становништво
Алуксне данас има мање од 9.000 становника и последњих година број становника стагнира.
Матични Летонци чине већину градског становништва Алукснеа (75%), док остатак чине махом Руси (20%).